# Istari
Los Istari (en singular Istar) son personajes ficticios que forman parte del legendarium creado por el escritor británico J. R. R. Tolkien y que aparecen en muchas de sus novelas: El Señor de los Anillos, El hobbit, El Silmarillion y Cuentos inconclusos de Númenor y la Tierra Media.
Formaban parte de la Orden de los Istari (en quenya, Heren Istarion), un grupo de maiar enviados a la Tierra Media por los Valar en la Tercera Edad del Sol para ayudar a las razas libres en su lucha contra Sauron. Llamados también Ithryn (en singular Ithron) en la lengua sindarin, fueron más comúnmente conocidos como magos. Aunque hubo muchos Istari enviados por la Valar, solo se conoce a cinco de ellos por ser los más relevantes en los acontecimientos acaecidos en la Tercera Edad: Gandalf, Saruman, Radagast, Alatar y Pallando (estos dos últimos eran conocidos como Magos Azules).
El primer texto en el que aparecen fue en el llamado por Christopher Tolkien El ensayo de los Istari, que data de 1954. A lo largo de los años la figura de los magos sufrió muy pocas modificaciones: las más destacables fueron la aparición de los nombres de los Magos Azules y las diversas etimologías de los nombres de Gandalf; el resto permanece igual (o prácticamente igual) que en El ensayo de los Istari.

## Miembros conocidos
Muchos fueron los Istari enviados a la Tierra Media, pero solo se tiene conocimiento de cinco de ellos. Aquí solo se da un esbozo de sus vidas; para más información véase los artículos individuales de cada uno:

### Alatar
El primero de los Magos Azules (llamados así por el color característico de su vestimenta). Fueron al este y no aparecen en las historias de la Tierra Media, excepto por sus nombres. En quenya era llamado Morinehtar.

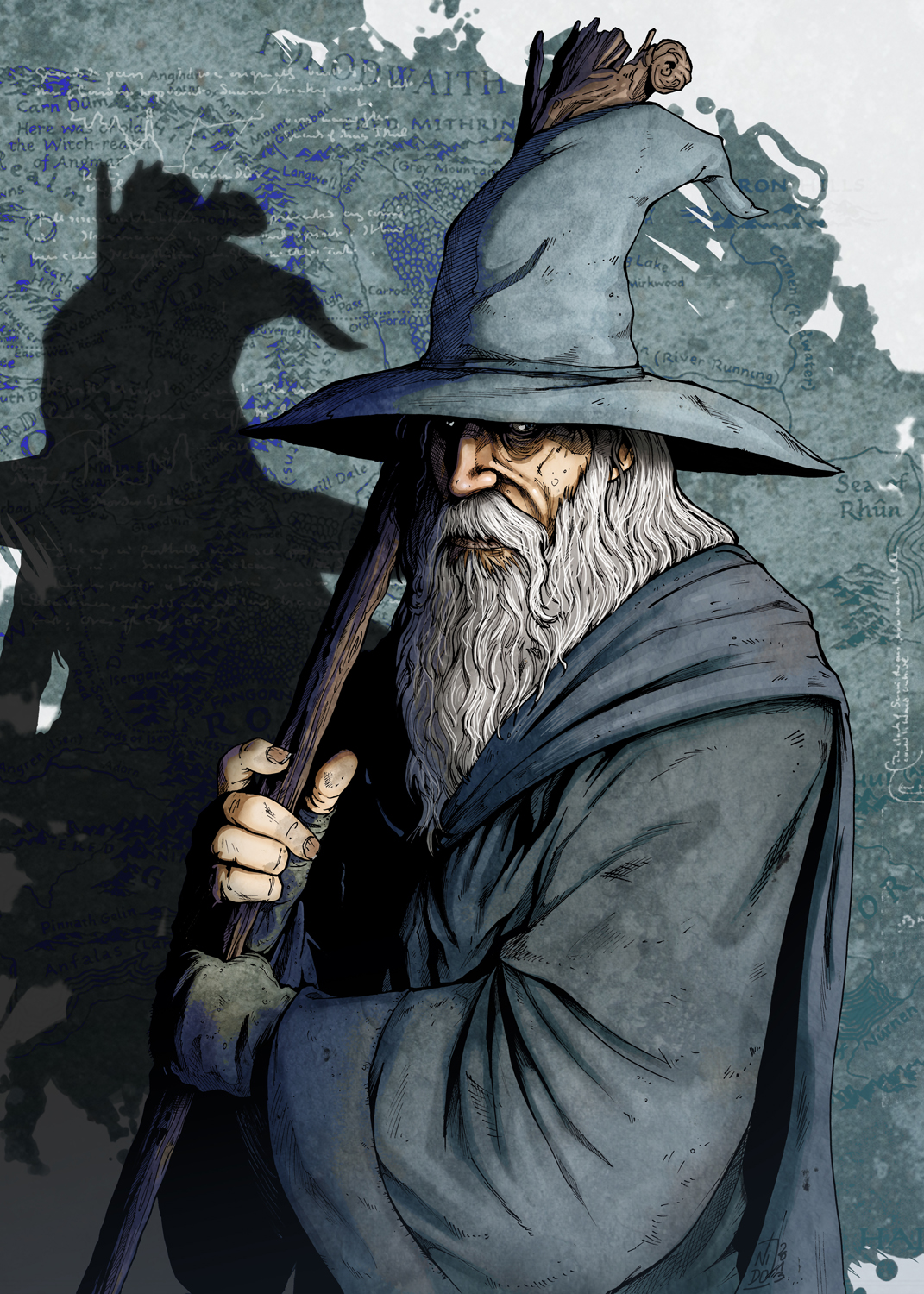
Gandalf el gris, uno de los cinco Istari conocidos

### Gandalf
Recibió muchos nombres durante su vida. Como él mismo cuenta, fue llamado: 

Mithrandir entre los elfos, Tharkún para los enanos; Olórin era en mi juventud en el Oeste que nadie recuerda, Incánus en el Sur, Gandalf en el Norte; al Este nunca voy.
 Cuentos inconclusos de Númenor y la Tierra Media, de J.R.R. Tolkien

Tras su lucha con el Balrog murió, pero Eru lo resucitó y le permitió usar su poder mostrándose como Gandalf el Blanco, desbancando así a Saruman como el líder de los Istari. Fue uno de los principales artífices de la victoria contra Sauron y al final de la Tercera Edad se embarcó rumbo a las Tierras Imperecederas.

### Pallando
El otro Mago Azul, escogido como compañero por Alatar; al igual que él, se fue al este de la Tierra Media, de donde nunca volvió. Su nombre quenya era Rómestámo.

### Radagast
Llamado así por su afición a los bosques y a las criaturas silvestres: su nombre en la lengua de Númenor significa cuidador de bestias. Apodado el Pardo o el Marrón. Su nombre quenya era Aiwendil, el amigo de las aves.

### Saruman
Apodado el Blanco por sus vestiduras, fue el líder de la Orden de los Istar, así como del Concilio Blanco. Es conocido también como Curunír, Curunír 'Lân o Zarquino. Su nombre quenya era Curumo, el habilidoso. Tomó el camino errado y acabó corrompido por las ansias de poder y control. Murió a manos de su esbirro Gríma Lengua de Serpiente durante el Saneamiento de la Comarca.

## Historia ficticia
Los istari eran enviados de los  valar, "miembros de su elevada orden" pero menos poderosos que estos (es decir, maiar), cuyo objetivo era 

...poner remedio a los errores de antaño (...), orientar hacia el bien con consejo y persuasión a los hombres y a los elfos, e intentar unir en el amor y la comprensión a todos aquellos a los que Sauron, si volvía, trataría de dominar y corromper.
 Cuentos inconclusos de Númenor y la Tierra Media, Los istari, de J.R.R. Tolkien

 Aunque no se sabe con seguridad el número total de miembros de la orden, sí se conoce que cinco de ellos llegaron al norte de la Tierra Media, y quiénes son.

### La institución de la Orden de los Istar
En los Cuentos inconclusos se narra un concilio de los valar convocado por Manwë para enviar emisarios a la Tierra Media. En dicho concilio se cuenta que tres seres "poderosos, pares de Sauron" son elegidos por los valar: Curumo (Saruman) fue elegido por Aulë; Alatar (el primer mago azul), por Oromë, y Manwë envió a Olórin (Gandalf), a pesar de que se declaró demasiado débil para la misión y temeroso de Sauron. Además de estos tres, Curumo se llevó consigo a Aiwendil (Radagast) por deseo de Yavanna y Alatar escogió a Pallando como compañero.
Sin embargo, los istari, pese a ser maiar tan poderosos, tenían prohibido manifestar su poder para evitar la tentación y no caer en el mal, tal y como le pasó a Sauron: 

... mientras que ahora sus emisarios tenían prohibido mostrarse con una forma majestuosa, o tratar de gobernar la voluntad de los hombres y los elfos por despliegues manifiestos de poder, y se les ordenó que, asumiendo una forma débil y humilde, orientaran hacia el bien con consejo y persuasión.
El Silmarillion, De los Anillos del Poder, de J.R.R. Tolkien

 Esto es corroborado en una de las cartas del profesor: 

...[Gandalf] tiene todavía la obligación de ocultar su poder y de enseñar antes que forzar o dominar las voluntades, pero (...) puede, en una emergencia, actuar como un "ángel"...
Cartas, nº 156, de Humphrey Carpenter

### Llegada a la Tierra Media (1000 T.E. aprox)
Tal y como se cuenta en El Silmarillion o en los Cuentos inconclusos, los istari llegaron de manera escalonada a la Tierra Media alrededor del año 1000 T.E., "...mientras aún las primeras sombras empezaban a invadir el Bosque Negro". El primero en llegar fue Saruman, vestido de blanco, al que rápidamente se le identificó como el principal de la orden, y que más tarde fue el líder del Concilio Blanco; los siguientes fueron Alatar y Pallando, conocidos como Magos Azules debido a su vestimenta azul marino. Fueron al este con Saruman, pero no volvieron; tras ellos llegó Radagast, vestido de pardo, que tenía predilección por las aves y las bestias. Y por último llegó uno vestido de gris, encorvado, de aspecto más envejecido, pero en el cual Círdan adivinó el espíritu más noble y sabio: Gandalf. Por eso le entregó el tercer anillo, Narya el Rojo. Saruman supo de este regalo algún tiempo después y sintió celos, lo que le provocó una animadversión cada vez más grande hacia Gandalf.

### Desde su llegada hasta el final de la Paz Vigilante (1000-2460 T.E.)
A su llegada a la Tierra Media, solo a Círdan, Elrond y Galadriel se les reveló quiénes eran los istari, su objetivo y su procedencia; más tarde se dijo entre los elfos que eran mensajeros del Oeste enviados para luchar contra Sauron. De entre los hombres, algunos pensaban que eran elfos de gran poder y otros, que eran hombres ancianos para los cuales el tiempo no pasaba, pues envejecían muy lentamente. Durante los siguientes mil años los magos viajaron por la Tierra Media como errantes y vagabundos, observando y explorando los corazones de aquellos que se opusieron a Sauron, especialmente Gandalf; en ese período de tiempo los magos azules marcharon al lejano Este y no se los volvió a ver en la Tierra Media.
Ya desde la llegada de los magos una sombra se extendía desde el sur del Bosque Verde (llamado Negro desde esas fechas), y durante los siguientes mil años lo corrompió de manera casi absoluta. Era Sauron (en esa época llamado Nigromante, ya que no se sabía que fuera el propio Sauron) que, gracias a los Nueve, se había instalado en Dol Guldur, una fortaleza al sur del bosque. En el año 2063 T.E. Gandalf, que sospechaba que el mal que acechaba era el mismo Sauron, fue a la fortaleza a investigar el poder maligno que en ella operaba, pero Sauron huyó. Así comienza el período llamado la Paz Vigilante (2063-2460 T.E.): Sauron se había retirado al este, y los Nueve permanecieron en Minas Morgul, lo que concedió unos años de relativa paz a los pueblos de la Tierra Media.

### El Concilio Blanco y la Caída del Nigromante (2463-2941 T.E.)

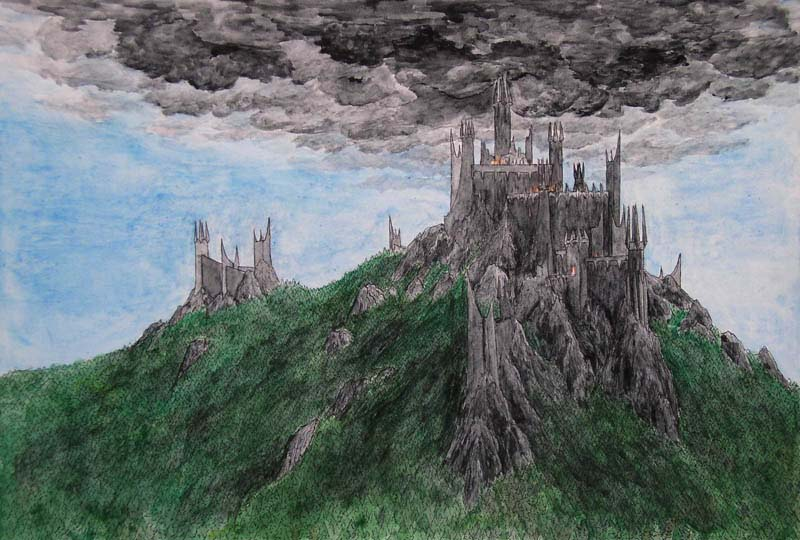
La fortaleza de Dol Guldur, al sur del Bosque Negro

Tras el fin de la Paz Vigilante, se fundó el Concilio Blanco en 2463 T.E. a petición de la dama Galadriel, que incluía a los seres más sabios y poderosos de la Tierra Media: Saruman, Gandalf, Galadriel, Elrond, Círdan, y otros señores de los eldar como Erestor o Glorfindel. Saruman fue elegido líder del Concilio para disgusto de Galadriel, pues ella prefería a Gandalf.
Fue en esa época cuando empezó la corrupción de Saruman: durante mucho tiempo viajó por el este y se mezcló con los hombres, pero en 2759 T.E., con el consentimiento de Beren de Gondor, senescal en aquellos días, se instaló en Isengard. Muy tarde se descubrió que codiciaba el Anillo Único, y que planeaba usar el palantír que había en Isengard para aumentar su poder. También retrasó varias veces la decisión del Concilio de atacar Dol Guldur, pues pensaba que el Anillo se revelaría al buscar a su señor.
En 2850 T.E. Gandalf entró de nuevo en Dol Guldur en calidad de espía, y consiguió averiguar que el señor de la fortaleza era el mismo Sauron, así como recoger la llave de Erebor de las manos de un moribundo Thráin. A raíz de esos dos descubrimientos, en 2941 T.E. tuvieron lugar dos acontecimientos muy importantes:
Por un lado, la reconquista de Erebor y la muerte de Smaug, llevadas a cabo por la Compañía de Thorin Escudo de Roble, los elfos del Bosque y los habitantes de Esgaroth. Esto fue posible gracias a que Gandalf convenció a Thorin para que se embarcase en la aventura, y que fuera acompañado por Bilbo Bolsón, aunque fuese un hobbit desconocido y no un enano. Este último, en el transcurso de la aventura, encontró el Anillo Único.
Por otro lado, el ataque largamente postergado a Dol Guldur, razón por la cual Gandalf abandonó a la Compañía en los lindes del Bosque Negro. Saruman averiguó que el Anillo se perdió en la zona de los Campos Gladios, y autorizó el ataque para alejar a Sauron de allí. La batalla, efectivamente, provocó la retirada de Sauron a Mordor, pero este ya lo había previsto y mandado a los Nazgûl a preparar Barad-Dûr para asentarse otra vez en la Tierra Oscura.

### Antes de la Guerra del Anillo (2941-3018 T.E.)
Saruman permaneció en Isengard estudiando y recabando toda la información posible del Anillo Único. En 2963 T.E. declaró Isengard como suya y empezó a fortificarla, albergando orcos, hombres y lobos y construyendo maquinaria. En esa época empezaron sus experimentos, en los que llegó a mezclar sangre de orcos y hombres, y así hacer espías humanos con sangre de orco que se pudiesen infiltrar en territorio enemigo, u orcos que soportasen la luz del Sol, entre otras aberraciones. Fueron esos momentos en los que Sauron se manifestó a través del palantir y emponzoñó la mente de Saruman. Sin embargo, este seguía soñando con hacerse con el Anillo y gobernar la Tierra Media como un nuevo Señor Oscuro.

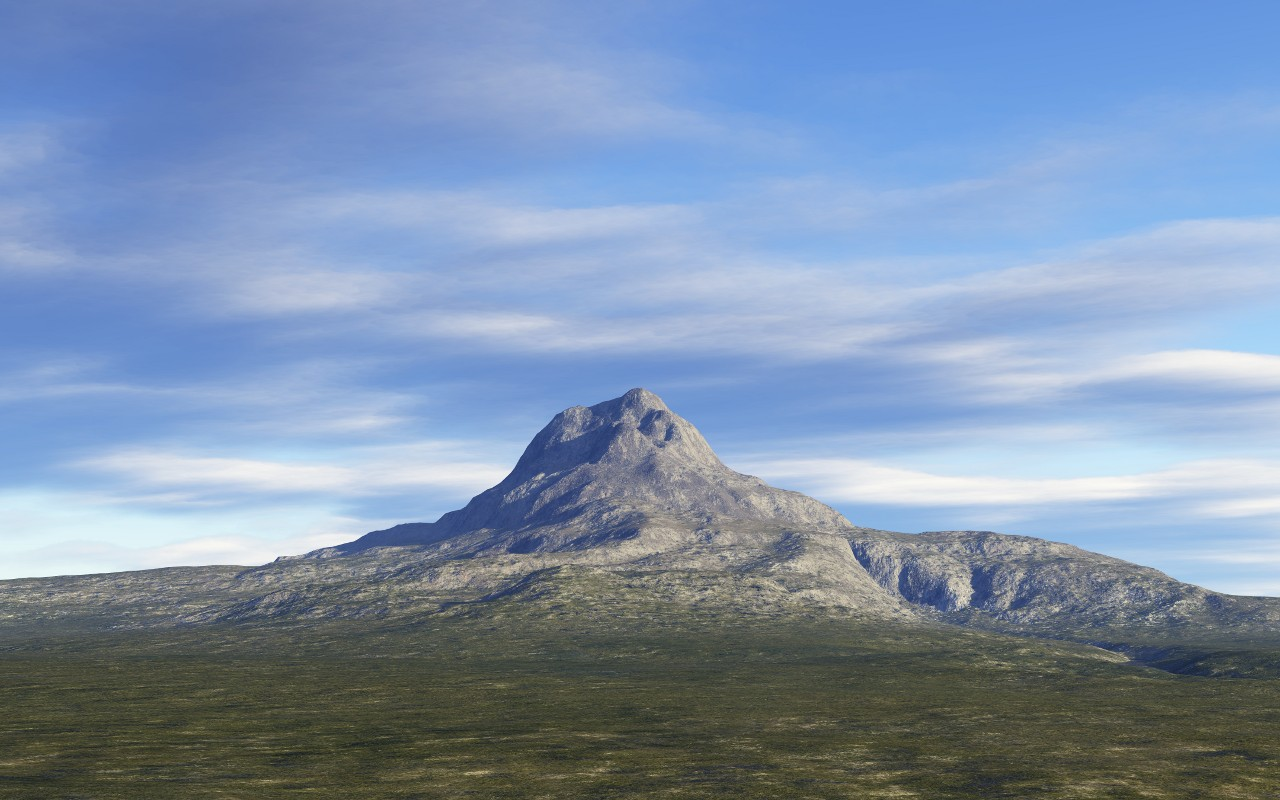
Representación renderizada de Erebor, a donde acude Gandalf tras la batalla de Dol Guldur.

Gandalf, por su parte, tras la Batalla de los Cinco Ejércitos, sospechó que el anillo que Bilbo había encontrado era en verdad el Único, aunque no tuvo certeza de ello hasta más tarde. Hizo que los montaraces vigilaran la Comarca, y en especial a Bilbo. En 3001 T.E. tuvo lugar la fiesta del 111.º cumpleaños de Bilbo (y el 33.º de Frodo), a la que Gandalf acudió por petición del primero. Tras la fiesta, Bilbo partió a Rivendel y dejó el anillo en herencia a Frodo. Gandalf, advirtiendo una fuerte similitud en las actitudes que tanto Bilbo como Gollum tenían con respecto al anillo, además de la extraña longevidad de Bilbo, decidió investigar sobre el Anillo Único, temiendo que el anillo de Bilbo fuera en verdad el Único.
Como parte de su investigación, en los años posteriores, Gandalf se embarcó en la caza de Gollum junto con Aragorn. Tras una larga búsqueda, Gandalf desistió y fue a Gondor a investigar la historia del Anillo Único; al final, en los archivos de Minas Tirith descubrió su destino. Volviendo a la Comarca, tuvo noticias de que Aragorn había capturado a Gollum, y que lo retenía en Lórien. Tras interrogarlo y averiguar que había revelado a Sauron el nombre de Bilbo y su procedencia, lo dejaron prisionero en las mazmorras de Thranduil, rey de los elfos del Bosque Negro, de donde escapó. En junio de 3018 T.E. Gandalf sometió al anillo de Frodo a la prueba del fuego, y cuando aparecieron las inscripciones en la joya vio confirmada su teoría: que el anillo de Frodo era en realidad el Anillo Único. Fue entonces cuando instó a Frodo a llevar el Anillo a Rivendel; él, por su parte, partió hacia las fronteras del sur, pues un presentimiento de peligro lo inquietaba.

### La Guerra del Anillo (3018-3019 T.E.)
Tras volver del sur, Gandalf se encontró con Radagast el Pardo, quien le comunicó que Saruman el Blanco quería verle con urgencia. Al llegar a Isengard, Saruman le instó a que le revelara el paradero del Anillo, y le propuso compartir el poder del Único. En ese momento, Gandalf se percató de la traición de Saruman, y tras rechazar la propuesta, fue confinado en lo alto de la torre de Orthanc. Tras un tiempo prisionero, Gwaihir le rescató y le llevó a Edoras, donde Théoden le prestó al meara Sombragrís. Este le trasladó a Rivendel a tiempo de recibir a Frodo, que había sido herido por el Puñal de Morgul del Rey Brujo.

#### El Concilio de Elrond y las Minas de Moria
El 25 de octubre de 3018 tuvo lugar el Concilio de Elrond en Rivendel. En él se narró la historia completa del Anillo desde que lo tomara Isildur; Glóin relató la expedición de reconquista de Moria liderada por Balin; Aragorn contó la búsqueda y posterior captura de Gollum; Legolas anunció la huida de Gollum de las prisiones élficas del Bosque Negro; Boromir pidió ayuda en nombre de Gondor y Minas Tirith en su lucha contra el Enemigo, que volvía a la carga; y Elrond reveló que Trancos era en realidad Aragorn II, hijo de Arathorn, descendiente y Heredero de Isildur y del Trono de Gondor. También enseñó los pedazos de Narsil, la espada de Elendil y con cuyos restos Isildur cortó los dedos a Sauron, arrebatándole el Anillo. En dicho Concilio se tomó la decisión de formar la Compañía del Anillo para entrar en Mordor y destruir el Anillo arrojándolo en el fuego del Orodruin.
El 25 de diciembre de ese mismo año la Compañía partió de Rivendel bajo la guía de Gandalf y Aragorn. Tras un intento fallido de atravesar las Montañas Nubladas por el Paso del Cuerno Rojo, Frodo tomó la decisión de cruzar las montañas a través de las Minas de Moria. En ellas descubrieron que la expedición liderada por Balin había sido derrotada y que los orcos se habían apoderado otra vez de Moria. Tras una pelea en la Cámara de Mazarbul, donde encontraron la tumba de Balin, huyeron hacia el puente de Khazad-dûm.

#### La lucha contra el balrog

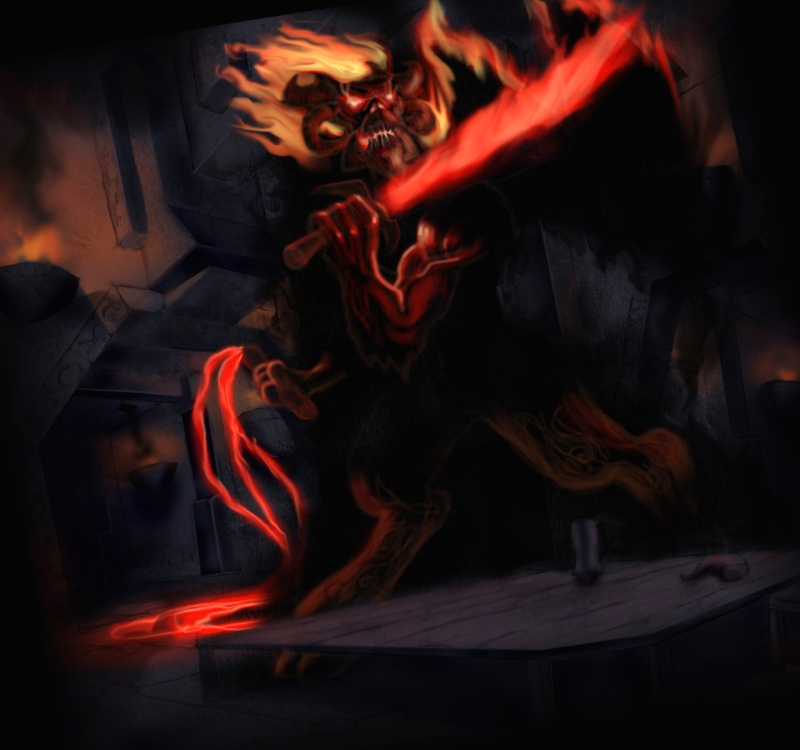
El balrog de Moria, también llamado Daño de Dúrin

En el Puente de Khazad-Dûm tuvo lugar la lucha entre el balrog de Moria (el llamado Daño de Dúrin) y Gandalf, en la que hizo gala de sus poderes de Maia y usó Narya, el anillo élfico de fuego. Se trata de una de las pocas veces que Gandalf usó su poder, pues, como se ha explicado previamente, estaba restringido. Tras sacrificarse por la Compañía en el Puente, Gandalf prosiguió su batalla con el balrog en las profundidades de la montaña y por la Escalera Interminable. La Escalera desembocaba en la Torre de Dúrin, situada en la cima del Celebdil. Allí prosiguió la pelea, en la que se dieron muerte mutuamente.
Tras la pelea con el balrog, Gandalf realmente murió, y fue llevado ante la presencia de Eru, quien aceptó el sacrificio hecho por Gandalf y lo resucitó, pero como Gandalf el Blanco. Aunque tenía el mismo poder que Gandalf el Gris, estaba menos limitado, pues el fin de la Guerra del Anillo estaba cerca y los Pueblos Libres necesitaban una cabeza visible, como una llama en mitad de la oscuridad.
Tras su resurrección, Gwaihir le trasladó hasta Lórien, desde donde partió rápidamente a Rohan para ayudar en la lucha contra Saruman.

#### Rohan
En el bosque de Fangorn Gandalf se hizo el encontradizo con Aragorn, Legolas y Gimli, quienes en un principio le tomaron por Saruman. Tras asegurarles que Merry y Pippin estaban en buenas manos, los cuatro partieron hacia Edoras. Allí, Gandalf retiró el hechizo de Saruman de la mente de Théoden, y desenmascaró a Gríma Lengua de Serpiente, consejero de Théoden y espía de Saruman en Meduseld.

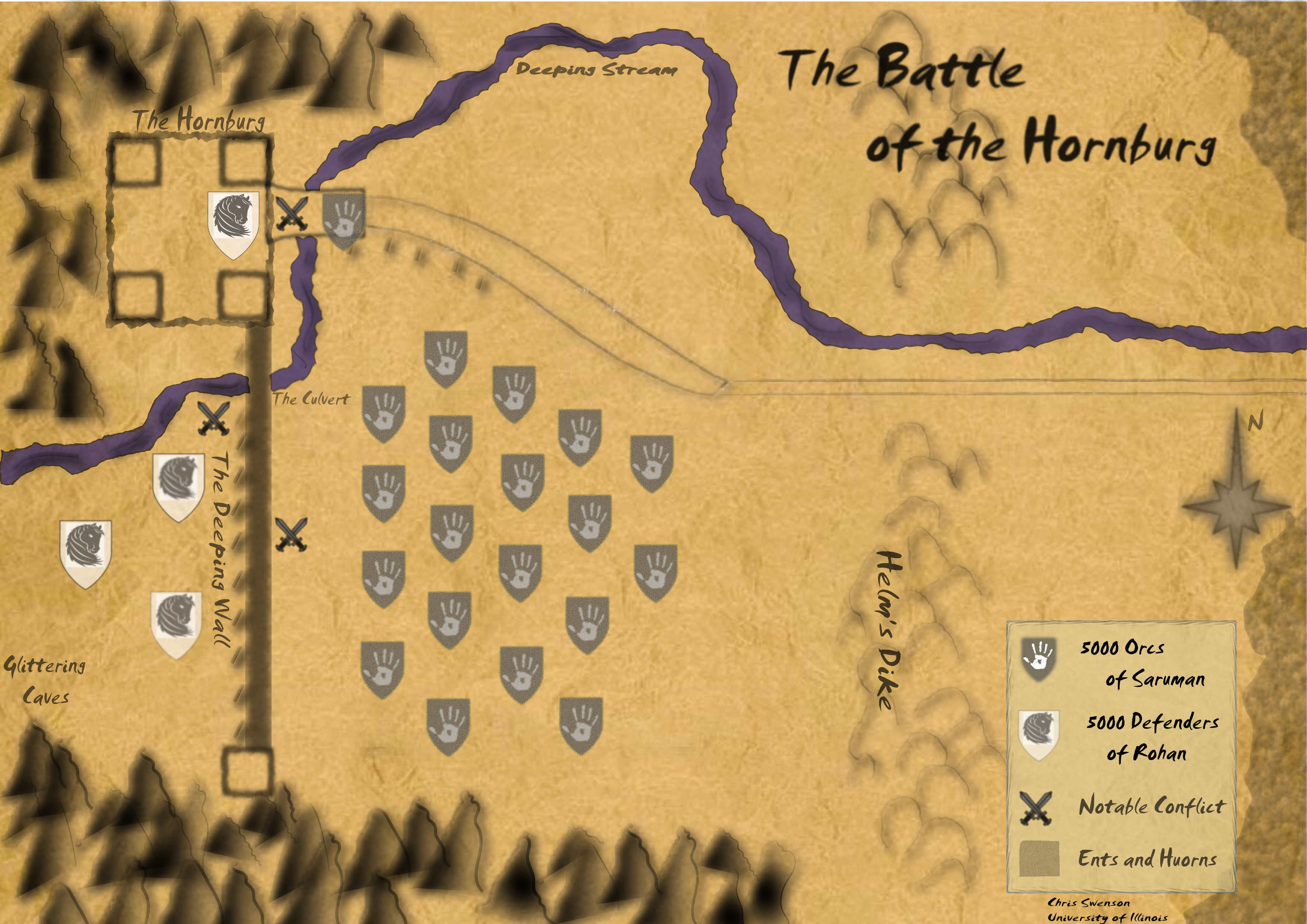
Esquema de la batalla del Abismo de Helm

Durante la batalla del Abismo de Helm y los días previos, Gandalf estuvo ausente varias jornadas: fue a Isengard tras el ataque de los ents y el confinamiento de Saruman en la torre, y enseguida partió en busca de Erkenbrand, comandante de las fuerzas rohirrim en el Oeste de Rohan, con quien llegó a tiempo de salvar a los maltrechos defensores de Cuernavilla. Tras la batalla, se dirigieron a Isengard, en donde se reencontraron con Merry y Pippin; luego, se dirigieron a la torre para hablar con Saruman y ofrecerle una oportunidad de redención. Sin embargo, Saruman, ignorando la propuesta, trató de hechizarlos y embaucarlos con su voz. Théoden se resistió al hechizo y rechazó la ayuda que Saruman le prestaba, y cuando se dirigió a Gandalf, este se rio de él. Tras comprobar que Saruman no se retractaba de sus actos, le expulsó de la Orden de los Istari y del Concilio rompiendo su vara en dos.
Antes de abandonar Orthanc, Gríma tiró el palantír al grupo con ánimo de agredir a Gandalf, aunque sin éxito. Por la noche, Pippin lo cogió de entre los bártulos de Gandalf y lo usó sin querer, estableciendo una comunicación breve, pero directa con Sauron a través de la piedra. Gandalf tomó el suceso como una advertencia, e hizo que todo el mundo se apresurara; él, por su parte, tomó a Pippin y partió con él a lomos de Sombragrís a Minas Tirith para alejarlo del palantír.

#### Gondor

El escudo Real de Gondor, reinstaurado tras la coronación de Aragorn

Una vez en Minas Tirith, y tras presentarse ante Denethor, Gandalf salió en ayuda de Faramir y las tropas que huían de Osgiliath, perseguidas por Jinetes Negros, rechazándolos y permitiendo a los soldados retirarse al interior de la ciudad. Después ayudó en el intento de Faramir de defender el Rammas Echor, pues el Rey Brujo lideraba el ejército de Minas Morgul y nadie era capaz de hacerle frente. Durante la retirada, una vez más el auxilio de Gandalf permitió a los defensores retirarse a la ciudad pese a los Jinetes Negros. Posteriormente, durante el asedio de Minas Tirith, lideró a los defensores junto con el príncipe Imrahil de Dol Amroth debido a la indisposición de Denethor, que acompañaba al moribundo Faramir en su lecho; cuando el ariete Grond derribó las puertas de Minas Tirith, Gandalf se interpuso en el camino del Rey Brujo, quien, tras un breve lapso de tiempo, se retiró debido a la llegada de los Rohirrim. Más tarde, salvó a Faramir de morir quemado a manos de Denethor, quien finalmente se suicidó en las llamas.
En los días posteriores a la batalla de los Campos del Pelennor Gandalf aconsejó lanzar un ataque directo a Mordor para vaciarlo de las tropas allí acampadas y desviar la atención de Sauron de la llegada de Frodo y Sam. Frente a la Puerta Negra Gandalf parlamentó con la Boca de Sauron, quien llevaba consigo las cotas de malla y las dagas de Frodo y Sam tomadas en Cirith Ungol. Tras la destrucción del Anillo, Gandalf montó por tercera vez a Gwaihir, y junto a Landroval y Meneldor rescataron a Frodo y a Sam de las laderas del Monte del Destino.
Por último, por expreso deseo de Aragorn, fue Gandalf quien le coronó rey de Gondor.

#### Saruman durante la Guerra del Anillo
Desde que en 2963 T.E. empezara a fortificar Isengard, Saruman pretendió hacerse con el control de Rohan; para ello, se encargó de que la enfermedad de Théoden se agravara gracias a su esbirro Gríma, empezó a reunir un gran ejército en su fortaleza e intentó desacreditar a Éomer y a Théodred delante del rey.
El primer gran combate librado por la tierra de Rohan, llamado primera batalla de los vados del Isen, tuvo lugar el 25 de febrero de 3019 T.E., e involucró a una avanzadilla del ejército de Saruman y a los jinetes de Rohan del Folde Oeste, comandados por Théodred. Tras establecer contacto y comprobar que las fuerzas de Isengard eran superiores, Théodred retrocedió hasta los vados del Isen. Allí opuso resistencia en un islote esperando a los refuerzos liderados por Elfhelm de Edoras; estos llegaron al anochecer de ese mismo día, pero para entonces Théodred había muerto en el combate. Aunque la avanzadilla de Isengard se retiró, los rohirrim perdieron al hijo del Rey, y la defensa de los vados se debilitó de cara a un nuevo ataque de Saruman.
Pocos días más tarde, 10000 unidades de Saruman (entre orcos, semiorcos, dunledinos, uruk-hai y huargos) avanzaron para invadir Rohan. La mitad del contingente se encontró el día 2 de marzo con las fuerzas de Erkenbrand que defendían el río, dirigidas por Elfhelm y Grimbold: así comenzó la segunda batalla de los vados del Isen. Tras un día de intensa lucha y grandes pérdidas para ambos bandos, Elfhelm se retiró en secreto por la noche y Grimbold, gracias a una brillante estrategia basada en un señuelo, consiguió retirar ordenadamente su vanguardia del campo de batalla. Las fuerzas de Saruman avanzaron hacia el Abismo de Helm, pero el retraso que habían acumulado en los vados permitió a los defensores prepararse, y a Erkenbrand reunir tropas en el sur de Rohan.
Por su parte, Merry, Pippin y Bárbol, tras el concilio de los ents, y acompañados de una treintena de ents y un ejército de ucornos, se dirigieron el 2 de marzo a Nan Curunír a tomar Isengard y exigir la rendición de Saruman. El mago blanco, seguro de su victoria sobre los rohirrim, había dejado prácticamente vacía de tropas la fortaleza, y una vez que el grueso del ejército abandonó Orthanc, los ents tomaron posiciones. Tras la negativa de Saruman de rendirse, los ents empezaron a demoler las puertas y la muralla de la fortaleza. Saruman trató de huir, pero fue descubierto y corrió a esconderse al interior de la torre; desde allí comenzó un contraataque con fuego en el que el ent Hayala y un centenar de ucornos murieron. Tras comprobar que la piedra de Isengard era irrompible, Bárbol ordenó a los suyos retirarse y hacer una presa para acumular el agua del río Isen. A la tarde del día siguiente los ents rompieron los diques, anegando el recinto y apagando todos los fuegos que allí había.
Tras la batalla de Orthanc y la derrota de Saruman, Bárbol mantuvo a Saruman y a Gríma encerrados en la torre hasta que Gandalf llegó del Abismo de Helm con Théoden y compañía, tal y como se ha contado en los párrafos previos. Tras la destrucción de la vara de Saruman, Bárbol le mantuvo confinado en la torre por orden de Gandalf hasta que, cansado de ver un ser vivo encerrado, les soltó a ambos cuando estimó que ya no suponían una amenaza. Saruman y Gríma estuvieron vagando por las cercanías de Isengard hasta que se tropezaron con la comitiva que se dirigía a Rivendel, y luego dirigieron sus pasos a la Comarca sin que nadie lo supiera.

### El Saneamiento de la Comarca y la Partida al Oeste (3019-3021 T.E.)
Tras la derrota de Sauron y la unión de Arwen, hija de Elrond y Aragorn, rey de Gondor (la tercera de las uniones entre elfos y hombres), los compañeros emprendieron el camino de vuelta a sus respectivos hogares. La comitiva estaba formada por Gimli y Legolas, los cuatro hobbits, Gandalf, Elrond y sus hijos, Galadriel y Celeborn, Aragorn, Imrahil, Éomer y Éowyn; además, llevaban el cadáver del rey Théoden para enterrarlo en su tierra. Tras el funeral de Théoden y la coronación de Éomer en Edoras, Gimli y Legolas se quedaron en las Cavernas Centelleantes y Aragorn retornó a Gondor con Éowyn.
Al atravesar un bosque que bajaba al pie de las Montañas Nubladas se encontraron con Saruman y Gríma, a quienes Bárbol había liberado de su presidio en Orthanc. Gandalf y Galadriel les dieron una última oportunidad de redención, que fue rápidamente rechazada. Sin embargo, antes de separarse definitivamente, Saruman insinuó a los hobbits que habría malos tiempos en la Comarca.
Saruman, cumpliendo su amenaza, llegó a la Comarca, y ayudado por Gríma y varias decenas de hombres, la tomó por la fuerza, dominando y esclavizando a los hobbits que allí vivían. Durante ese período de tiempo (conocido como el Saneamiento de la Comarca) se hizo llamar Zarquino, y se instaló en Bolsón Cerrado, expulsando a sus anteriores propietarios, los Sacovilla-Bolsón. Tras una rebelión instigada por Merry, Pippin y Sam, y una cruenta batalla en Delagua, descubrieron que Zarquino era realmente Saruman. Cuando Lengua de Serpiente manifestó su deseo de abandonar a Saruman, este reveló a los hobbits que Gríma asesinó a Lotho Sacovilla-Bolsón, por lo que el esbirro acabó degollándole de pura rabia. Gríma, a su vez, encontró la muerte en las flechas de los hobbits delante de Bolsón Cerrado.
El 29 de septiembre de 3021 T.E. Gandalf finalmente partió de los Puertos Grises rumbo a las Tierras Imperecederas junto con los Portadores del Anillo Bilbo y Frodo, además de Elrond, Galadriel y Círdan, entre otros. Este viaje se considera el fin de la Tercera Edad del Sol, y el inicio de la Cuarta.

## Consecución de los objetivos de la Orden
De los cinco Istari, solo Gandalf cumplió con su tarea, tal y como se narra en los Cuentos inconclusos: 

En verdad, de todos los Istari, solo uno permaneció fiel, y ese fue el último en llegar [Gandalf]. Porque Radagast, el cuarto, se enamoró de muchas bestias y pájaros que moraban en la Tierra Media, y abandonó a los Elfos y a los Hombres, y pasó sus días entre las criaturas silvestres. [...] Y Curunír 'Lan, Saruman el Blanco, tomó un camino errado, y volviéndose orgulloso e impaciente y enamorado del poder, intentó imponer su voluntad por la fuerza y suplantar a Sauron, pero cayó en la trampa de ese espíritu oscuro, más poderoso que él. [...] Los otros dos Magos Azules, sin nombre [este relato es anterior al del Concilio de los Valar en el que mandan a los Istar a la Tierra Media, y donde aparecen los nombres de los Magos Azules], fueron con Saruman al Este, pero, a diferencia de Saruman, nunca volvieron a las Tierras del Oeste.
Cuentos inconclusos de Númenor y la Tierra Media, "Los Istari", de J.R.R. Tolkien

Por eso, de los cinco Istari, solo Gandalf retorna a Aman. De los demás, como se ha comentado, Saruman muere, Radagast se queda en la Tierra Media y los Magos Azules no retornan de las tierras del este. No obstante, Tolkien dijo con posterioridad que no creía que el fallo de Radagast hubiera sido tan grave como el de Saruman, de modo que al mago pardo también se le habría permitido volver eventualmente a las Tierras Imperecederas.

## Creación, desarrollo y etimología
La totalidad de esta sección está basada en el capítulo "Los Istari" de los Cuentos inconclusos de J.R.R. Tolkien; por ello no se han incluido referencias.

### Textos sobre la Orden

#### El ensayo de los Istari
Se trata de una nota bastante extensa en comparación con el resto de textos que hacen referencia a los Magos, y cuyo nombre le fue dado por Christopher Tolkien, ya que originalmente no tenía título. Este escrito proviene de un borrador de índice de nombres y etimologías proyectado en 1954 para el tercer volumen de El Señor de los Anillos, aunque dados la extensión y el costo, no se incluyó en el libro hasta 1966. Es el primer texto en el que Tolkien habla de los Istari (exceptuando los libros El hobbit y El Señor de los Anillos), y pese a ser antiguo, las ideas y descripciones que da sobre ellos no cambiaron prácticamente nada los años siguientes. El ensayo de los Istari arroja mucha luz sobre varios temas, no solo sobre los Magos:
Se describe etimológicamente la palabra mago (en inglés wise): esta es una traducción de la palabra quenya istar, en sindarin ithron, y que designa un miembro de una orden que poseía un amplio conocimiento de la historia y del mundo. Es adecuada en cuanto que se relaciona con la voz inglesa sabio (wise), pero es distinto de los magos de la leyenda posterior, y de los magos arquetípicos (como el mago Merlín de la leyenda artúrica).
Se cuenta que los Magos llegaron escalonadamente a la Tierra Media (en contra de lo que se podría suponer si forman un grupo cohesionado y con un objetivo común) cuando Sauron se refugió en Dol Guldur, es decir, en torno al año 1000 T.E.: el primero en llegar fue Saruman; después, los Magos Azules; tras ellos, Radagast, y el último, Gandalf, acogido por Círdan, quien le entrega el anillo Narya, también conocido como el "anillo de fuego". Saruman, enterado del regalo, empieza a sentir celos hacia él, lo que supone el primer indicio de la traición que cometería durante la Guerra del Anillo. En este punto también se dice que no solo ellos cinco formaban parte de la Orden, y que muchos otros llegaron a la Tierra Media, aunque se desconoce su número exacto.
En el texto se aprecia que los Valar están preocupados por los asuntos de la Tierra Media, y no permanecen ociosos ante los hechos que acontecen en la Tercera Edad. Son ellos quienes convocan, designan y envían unos mensajeros Maiar, tan grandes en poder como Sauron, para ayudar a Elfos y Hombres a derrotarlo de manera definitiva.
Se dan los nombres de los principales Istari, tanto en común como en quenya: Gandalf, Saruman y Radagast, y Olórin, Curúmo y Aiwendil, respectivamente. Sin embargo, no se nombra a los Magos Azules, de los cuales solo se dice que son dos, y que no regresaron del este cuando acompañaron a Saruman en sus viajes. Esto es una de las pocas cosas que fueron modificadas del Ensayo a lo largo de los años.

#### Otros textos menores
En relación con los Magos Azules, en una carta escrita en 1958, Tolkien afirma que no tenía claro conocimiento de ellos, puesto que no intervenían en la historia del noroeste de la Tierra Media. Solamente dice lo que ya había relatado en el ensayo de 1954: que habían partido a las tierras del este, y que fracasaron en su misión, al igual que Saruman (aunque no de la misma manera). Además, Tolkien dice creer que fueron los iniciadores de ciertos cultos y tradiciones mágicas que sobrevivieron a la caída de Sauron.
El pasaje referente a los Istari en De los Anillos del Poder está estrechamente relacionado con el Apéndice B de El Señor de los Anillos, y que incluye esta afirmación que concuerda con El ensayo de los Istari: 

Curunír era el mayor y fue el primero en llegar, y después de él vinieron Mithrandir y Radagast, y otros de los Istari que fueron al Este de la Tierra Media y que no tienen cabida en estas historias.
El Silmarillion, De los Anillos del Poder, de J.R.R. Tolkien

El resto de los escritos acerca de los Istari son notas apresuradas, a menudo ilegibles; sin embargo, hay un esbozo de gran interés que data de una época posterior a la redacción final de El Señor de los Anillos que narra el Concilio de los Valar antes mencionado, y en el que se da nombre a los cinco Istari conocidos: Curumo, Olórin, Aiwendil, Alatar y Pallando. En una página con apuntes del mismo período, se dice que Curumo se llevó consigo a Aiwendil para complacer a Yavanna, y establece una relación entre cada Istari y el vala que le convoca: Olórin con Manwë y Varda, Curumo con Aulë, Aiwendil con Yavanna, y, por último, Alatar y Pallando con Oromë. El significado de esta relación, según Christopher Tolkien, podría ser que cada Istar fue elegido debido a sus características innatas o por ser afín al vala que lo escogió.
En estos dos escritos aparecen por vez primera los nombres de los dos Magos Azules, y se puede observar una pequeña incongruencia en relación con al texto de El Silmarillion y al ensayo de 1954: si Curumo se vio obligado a escoger a Aiwendil como compañero, ¿cómo es que ambos llegan a la Tierra Media por separado? En ambos escritos se dice que Curumo fue el primero en llegar, y que lo hizo solo, lo que presenta una pequeña contradicción.
No hay más escritos acerca de la Orden de los Istari, salvo unas notas en borrador, y en parte ininteligibles que son más antiguas, y que, según Christopher Tolkien, podrían datar de 1972. En ellas se dice explícitamente que todos los Istari eran maiar. También se dice que cada Istari era libre, que no recibían órdenes ni debían actuar juntos, como un núcleo de poder y sabiduría. Cada Istar, sigue el texto, tiene diferentes poderes e inclinaciones, y los Valar lo tuvieron en cuenta a la hora de escogerles. Esto último concuerda con lo anteriormente expuesto, y de ahí la relación de cada Istar con un vala (en el caso de Olórin, dos Valar).

### Textos sobre Gandalf
El resto de escritos sobre los Magos se refieren únicamente a Gandalf; hay una nota bastante extensa que data de 1966, y que ayuda a aclarar lo que dice Faramir sobre los nombres de Gandalf en Las dos torres:

Mithrandir entre los elfos, Tharkún para los enanos; Olórin era en mi juventud en el Oeste que nadie recuerda, Incánus en el Sur, Gandalf en el Norte; al Este nunca voy.
 Cuentos inconclusos de Númenor y la Tierra Media, de J.R.R. Tolkien

En ella se aclaran los cuatro puntos cardinales mencionados en la cita de Faramir: el oeste se refiere a Valinor, no a una parte de la Tierra Media; el norte se refiere a las regiones noroccidentales de la Tierra Media: desde el golfo de Lhûn hasta el mar de Núrnen, en Mordor, y desde Carn Dûm hasta las fronteras meridionales de Gondor y Harad. También dice que Gandalf no fue más allá de Núrnen ("al este nunca voy"). Este pasaje, además, es el único testimonio conservado de que Gandalf prolongara sus viajes hacia el sur, los cuales llevó a cabo en los primeros años de su llegada. En este escrito aparece un esbozo de la etimología de Incánus y Gandalf. La primera palabra se trata, aparentemente, de una forma adaptada al quenya de una palabra en la lengua de los Haradrim, y que significa "espía del norte": inkā + nūs. Gandalf, por su parte, es un nombre noruego aplicado a un enano en Völuspá (originario de la Edda poética), y que parece contener gandr, "vara mágica", lo que supone que Gandalf significaría "ser élfico con una vara".
Sin embargo, en una nota que data de 1967, Tolkien desmiente que Gandalf viajara a Harad, y dice que el sur debería referirse a Gondor. Sin embargo, durante el final de la Tercera Edad, en Gondor no es conocido como Incánus; para resolver esta pequeña contradicción, en dicha nota, Tolkien concluye que Incánus era un nombre quenya inventado en Gondor durante los tiempos antiguos (1800 años antes de la Guerra del Anillo), y que se volvió anticuado con el paso de los años. En esta nota la etimología cambia, ya que Incánus estaría formada por las palabras in, "mente" y kan, "gobernador", especialmente en cáno, cánu. Añade, además, que el parecido con la palabra latina incanus, "canoso", es meramente accidental.
En el reverso de la hoja que contiene la narración de la elección de los Istari por los Valar antes mencionada, hay una nota muy significativa seguida de un poema de dieciséis versos aliterados. En ella se insinúa que Gandalf es el líder de la Orden, y no Saruman, así como que muchos "fieles" le consideraban la última manifestación corpórea de Manwë. Esto último, sin embargo, es rápidamente descartado por Tolkien, aunque sí dice que en la Dagor Dagorath será Olórin quien, como enviado de Manwë, derrote a Sauron. En el poema, lo más destacado es la preocupación de Manwë y el resto de Valar por el destino de la Tierra Media tras la caída de Númenor.
Tras el poema, Tolkien añadió tiempo después el posible origen de la palabra Olórin: este es un nombre en quenya, seguramente dado por los elfos en Valinor. Olor a menudo se traduce como "sueño", referido no a los sueños que se tienen al dormir, sino que designa imágenes vivaces de la memoria y la imaginación. Una nota etimológica aislada lo explica de manera similar: 

olo-s: visión, "fantasía". Nombre élfico común para designar la "construcción" de la mente que no (pre)existe realmente en Eä al margen del proceso de construcción, y que solo es atribuible a los Eldar susceptibles de ser convertidos por el Arte (Karmë) en seres visibles y sensibles. Olos se aplica a las bellas construcciones que tienen exclusivamente un fin artístico
Nota etimólogica de Olórin, de J.R.R. Tolkien

También se mencionan palabras derivadas: olos (pl. olozi, olori),"sueño", "visión"; ola- (impersonal), "soñar"; olosta, "soñador". Estas observaciones se relacionan con el pasaje del Valaquenta donde se dice que Olórin amaba a los elfos, y andaba entre ellos, inspirándoles visiones o impulsos de sabiduría. En una nota anterior se dice que Olórin es consejero de Irmo.

## Juegos
Los Istari han tenido protagonismo en diversos videojuegos y juegos de mesa, especialmente Gandalf y Saruman; sin embargo, no existe ningún juego ni videojuego dedicado a los magos, o a la Orden de manera exclusiva.

### Juegos de mesa
Muchos han sido los juegos de mesa relacionados o basados directamente en la trilogía de Tolkien, y sin embargo, no en todos tienen los Magos un papel destacado; los principales son: la Guerra del Anillo y Middle Earth Quest, comercializados en España por la compañía Devir, así como varias versiones adaptadas de juegos clásicos, como el Risk, el Trivial Pursuit, el Stratego o incluso el ajedrez. Además, también hay varios juegos de cartas coleccionables en los que los magos tienen protagonismo, como El Señor de los Anillos LCG.

### Videojuegos
Desde la aparición de la adaptación cinematográfica de Peter Jackson, numerosos videojuegos relacionados con el legendarium de Tolkien han salido a la luz, y en la mayoría los magos aparecen, especialmente Gandalf, y en varios de ellos se les puede manejar directamente: LEGO el Señor de los Anillos, Batalla por la Tierra Media, etc.

### Juegos de miniaturas
En cuanto a los wargames, la compañía de miniaturas y modelismo Games Workshop hizo varias miniaturas de los magos para su wargame, llamado el Señor de los Anillos: un Juego de Batallas Estratégicas. Tienen miniaturas de Gandalf el Gris, Gandalf el Blanco y Saruman, principalmente, pero también de Radagast y de Zarquino. Actualmente, aparte de Games Workshop, la compañía Forge World también comercializa miniaturas de los Magos orientadas al wargame El Señor de los Anillos: Un Juego de Batallas Estratégicas.  
Además de la Games Workshop, otras compañías de wargames sacaron miniaturas jugables de los magos, como en los juegos HeroClix y Combat Hex.